# Chorisoneura carpenteri
Chorisoneura carpenteri är en kackerlacksart som beskrevs av Roth, L. M. 1992. Chorisoneura carpenteri ingår i släktet Chorisoneura och familjen småkackerlackor. Inga underarter finns listade i Catalogue of Life.